# Mobile Ticketing
Mobile Ticketing ist eine Anwendung des Mobile-Commerce. In Deutschland wird das Mobile Ticketing auch als HandyTicket bezeichnet.
Mobiltickets ersetzen Eintrittskarten, Fahrscheine oder andere bisher übliche physische Belege durch eine auf ein Mobilgerät (klassisches Mobiltelefon oder Smartphone) gesendete und dort elektronisch gespeicherte Information.
Zum Einsatz kommen Mobiltickets im Regelbetrieb seit 2003 im öffentlichen Personennahverkehr (ÖPNV), auf gebührenpflichtigen Parkplätzen (Handyparken), im Flug- und Bahnverkehr sowie bei Sport- und Kulturveranstaltungen.

## Geschichte
Der erste Pilotversuch im Bereich Mobile Ticketing im öffentlichen Nahverkehr wurde im September 2002 von den Berliner Verkehrsbetrieben gemeinsam mit E-Plus durchgeführt.
Im Jahr 2003 führten die Stadtwerke Osnabrück das Handyticket System Teltix der gleichnamigen Firma zunächst im Januar 2003 im Pilotbetrieb und anschließend im Juli 2003 Regelbetrieb ein. Ende 2003 wurde das System bei den Stadtwerken Bonn (SWB) und 2004 bei den Kölner Verkehrsbetrieben eingeführt.
Zum 1. September 2006 führte die Deutsche Bahn (DB) ein Handyticket für Bahnreisen über 50 km ein (Fernverkehr).

## Bestellverfahren und Auslieferung

### Per Anwendung auf dem Smartphone
Der Kunde installiert auf seinem Smartphone eine App, die mit dem Hintergrundsystem des Anbieters kommuniziert. Solche Apps sind bzw. waren in der Regel für die Betriebssysteme Apple iOS, Android, BlackBerry OS sowie für Java-fähige Mobilgeräte verfügbar. Die Applikation kommuniziert je nach Design über die Protokolle WAP (weitgehend überholt) oder HTTP.
Vorteile der Apps: Das Programm kann den Benutzer bei der Bedienung führen, das Ticket wird verschlüsselt abgelegt, ein Wechsel der Region (z. B. in Hamburg angemeldet und in Dresden gefahren) ist problemlos möglich, weitere Funktionen wie Fahrplanauskunft einfach implementierbar. Nachteil: Es können weitere Verbindungskosten (je nach Datentarif) für die Bestellung anfallen.

### Per SMS oder MMS
Das Ticket wird per SMS bestellt und als SMS oder MMS ausgeliefert. Vorteil: Die evtl. nicht immer einfache Installation bei Java-fähigen Mobilgeräten wird umgangen, jedoch basieren immer mehr Mobilgeräte auf moderneren Betriebssystemen (Smartphones), bei denen die Installation unproblematisch ist. Nachteil: Die Bestellung per SMS (Tickettyp, Abfahrthaltestelle, Region) kann recht unlesbar und kryptisch werden. MMS-Auslieferungen sind im ÖPNV nicht wirtschaftlich, da sich die Kosten pro MMS in selber Größenordnung befinden wie physische Tickets. MMS wird nur bei der Deutschen Bahn genutzt (Aztec-Barcode wie im Onlinedruck). Weiterer Nachteil: die Kosten der Bestell-SMS. Es gibt keinen Provider, der die SMS-Kosten nur beim Empfänger belastet, sodass die SMS für den Sender kostenfrei ist (analog zum R-Gespräch bei Voice-Diensten).

### Per Webseite
Das Ticket wird vom Computer oder Mobilgerät aus von einer Webseite bestellt, welche dieses dann als SMS oder Bilddatei verschickt. Dieser Vertriebsweg ist für einen großen Teil der Nutzer verfügbar und einfach zu nutzen.

### Per Telefonnummer
Das Ticket wird über den Anruf einer speziellen Telefonnummer (meist kostenfrei) bestellt und als SMS empfangen. Jeder Tickettyp hat eine eigene Rufnummer und ermöglicht – insbesondere nach Speicherung im Kontaktbuch – eine sehr einfache und oft kostenlose Bestellung.

## Prüfungsverfahren
Im ÖPNV sind Tickets entweder bei „kontrolliertem Vordereinstieg“ durch den Fahrer zu prüfen oder durch Prüfdienste, die stichprobenartig kontrollieren. Bei einem vollen Fahrzeug sollte zwischen zwei Haltestellen geprüft werden können, was eine Gesamtprüfdauer pro Kunde von ca. 5–10 Sekunden nicht überschreiten soll. Das ist in etwa die Zeit, die eine Sichtkontrolle bei einem Papierticket dauert. Das ist zurzeit noch ein Problem, da teilweise sowohl Online- als auch Offlineprüfungen mehr Zeit erfordern, als physische Scheine.

### Onlineprüfung
Der Fahrkartenprüfer ist mit einem Hintergrundsystem verbunden bzw. kann eine Prüfanfrage senden und erhält dann vom Hintergrundsystem die Auskunft, ob ein gültiges Ticket vorliegt. Die dazu erforderliche Onlineverbindung muss jederzeit gewährleistet sein, auch beispielsweise im U-Bahn-Tunnel.

### Offlineprüfung
Der Fahrkartenprüfer kann mit einem geeigneten Ausleseverfahren erkennen, ob ein gültiges Ticket (ggf. für genau diesen Fahrgast) vorliegt. Bei nicht-übertragbaren Tickets ist weiterhin ein Identitätsnachweis nötig (BahnCard, Personalausweis, Reisepass oder ein anderer anerkannter Ausweis). Wenn das Ticket nicht auf dem Handydisplay direkt lesbar ist, benötigt der Prüfer ein Auslesegerät.

## Abrechnung

### Per Mobilfunkrechnung
Bis Mitte 2008 war die Bezahlung per Telefonrechnung nur für „telefonnahe“ Dienstleistungen möglich. Seit dem letzten Quartal 2008 ist das auch für Tickets zulässig und wird auch in Deutschland angeboten. Vorteil: Damit entfällt die Registrierungspflicht beim Ticketanbieter, weil man als Kunde des Mobilfunkproviders bereits registriert ist. Nachteil: Mit Registrierung ist man Kunde des ÖPNV und dort bekannt und nicht ausschließlich Kunde des Mobilfunkproviders, was CRM-Maßnahmen ermöglicht. Weiterhin fällt eine Dienstleistungsabgabe für den Provider an, was den Vertriebskanal neben den reinen Transportkosten für Bestell-SMS oder Java-GPRS weiter verteuert.

### Per Finanzdienstleister
Die Entgelte für die Tickets müssen berechnet und eingezogen, die Einnahmen müssen danach an die Leistungserbringer (z. B. Verkehrsbetriebe) abgeführt werden. Die damit verbundenen Leistungen wie Forderungen abbuchen, evtl. Prepaid-Konten abrechnen, Forderungsausfälle einziehen, Lastschrift-Rückabwicklung, falsche Kontendaten, Bonitätsprüfung usw. werden von Finanzdienstleistern mit Bankenlizenz angeboten.

## Anwendungsbeispiele

### Teltix-System
Im Jahr 2003 führten die Stadtwerke Osnabrück das Handyticket System Teltix der gleichnamigen Firma zunächst im Januar 2003 im Pilotbetrieb und anschließend im Juli 2003 Regelbetrieb ein. Ende 2003 wurde das System bei den Stadtwerken Bonn (SWB) und 2004 bei den Kölner Verkehrsbetrieben eingeführt. Bei diesem System rief der Kunde nach vorheriger Registrierung eine der jeweiligen Stadt zugeordnete Telefonnummer an. Es wurde zunächst immer ein Einzelfahrschein ausgestellt. Bei mehrmaligem Ticketkauf am gleichen Tag wurde über ein Best-Preismodul automatisch zum Tagesticket gewechselt.

### VDV Handyticket

Logo von Handyticket Deutschland

Im April 2007 starteten mehrere Verkehrsunternehmen aus verschiedenen Verkehrsverbünden unter Koordination des VDV ein Pilotprojekt, bei dem ein überregionaler Markttest, die Kundenakzeptanz der Java-Technik auf Mobilgeräten und die Entwicklung eines bundesweiten ÖPNV-Standards im Mittelpunkt standen. Ein weiteres Ziel des Projekts war die Beantwortung der Frage, ob sich eine solche Technik mit den am Markt verfügbaren Mobilgeräten und Verträgen einfach und komfortabel umsetzen lässt.
Das Pilotprojekt lief bis Januar 2010 und wurde anschließend in einen Regelbetrieb überführt. Für diesen Regelbetrieb mit seinen zahlreichen Verbesserungen wurde im Laufe des Jahres 2009 eine europaweite Ausschreibung durchgeführt. Den Zuschlag erhielt die HanseCom GmbH, ein Tochterunternehmen der INIT Innovation in Traffic Systems. Als Finanzdienstleister wird seit Projektstart von allen teilnehmenden Partnern die Logpay Financial Services GmbH beauftragt. Anfang 2013 beteiligen sich 25 Verkehrsunternehmen aus 19 Verkehrsverbünden an dem Gemeinschaftsprojekt. Im Februar 2014 trat der Verkehrsverbund Berlin-Brandenburg dem Handyticket bei, womit alle angeschlossenen Unternehmen nun insgesamt 33 Millionen Einwohner versorgen. Dahingegen hat der Hamburger Verkehrsverbund die Kooperation mit Handyticket Deutschland aufgrund fehlender Akzeptanz und sinkender Nutzerzahlen beendet, ebenso der Verkehrs- und Tarifverbund Stuttgart (VVS). Auch der Verkehrsverbund Großraum Nürnberg (VGN) hat seine Teilnahme am Handyticket Deutschland beendet und eine eigene App eingeführt. Die Kölner Verkehrs-Betriebe ersetzten das HandyTicket Anfang 2019 mit einer eigenen App.
Das HandyTicket Deutschland lässt sich (Stand 2019) über eine eigene App für Android und iOS oder über eine plattformunabhängige Webanwendung nutzen. Es erlaubt den Kauf von Tickets, Auskunft zu Verbindungen und Preisstufen sowie die Anzeige von Linienplänen.

### Mobility inside

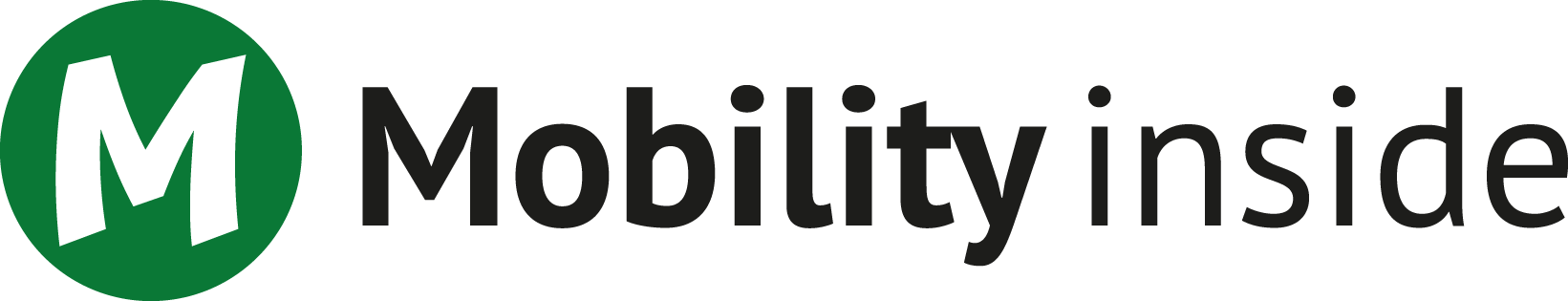
Logo von Mobility inside

Im Dezember 2019 wurde die Projektgesellschaft Mobility inside gegründet. Dies erfolgte auf Initiative der Münchener Verkehrsgesellschaft (MVG), die sich nie an der HanseCom HandyTicket App beteilegt hatte, und des Rhein-Main-Verkehrsverbunds (RMV). Die Gesellschaft untersteht wiederum dem VDV und wird vom Bundesministerium für Digitales und Verkehr unterstützt, die seit Oktober 2018 eine Förderung bereitgestellt hatte.
Offiziell gestartet sind die Projektpartner bereits 2017 mit dem Ziel, nicht nur den ÖPNV, sondern auch Bike- und Carsharing-Anbieter integrieren zu können. Vorausgegangen war eine Initiative des Bundesministeriums zur „Digitalen Vernetzung im Öffentlichen Personenverkehr“ von 2015, mit einer ersten Förderung zum „eTicketing und digitalen Vernetzung im Öffentlichen Verkehr“ von 2016 bis 2018. Im November 2016 wird eine App unter dem Namen Mobility inside beim Innovationszentrum für Mobilität und gesellschaftlichen Wandel (InnoZ) in Berlin schon konzipiert. Die VDV-Kernapplikation definiert seit 2016 auch schon die Tarifmodule nach PKM (Produkt- und Kontrollmodul), die die Grundlage der Mi-App sind. Ab 2018 wurden dann vom Bundesministerium zwölf Projekte unterstützt, darunter Mobility inside.
Nach einer längeren Beta-Phase sollte die App ab März 2022 in den App-Stores angeboten werden und sollte dann theoretisch 40 % der Bevölkerung erreichen können. Technisch basiert das System auf der Fahrtenbildung der Stadtwerke München, dem Ticketverkaufssystem des Rhein-Main-Verkehrsverbunds, sowie der Oberflächengestaltung und Schnittstellentechnik der DB-Tochter Mobimeo. Die Tarifmodule nach PKM werden seit 2021 von allen Verkehrsunternehmen im VDV bereitgestellt. Ab April 2022 wurde die ersten App-Varianten unter dem jeweiligen Namen von vier teilnehmenden Verkehrsverbünden herausgebracht: RMV.Deutschland (Rhein-Main-Verkehrsverbund), MVG Deutschland (Münchner Verkehrsgesellschaft), dTicket (BOGESTRA) und DOplus (DSW21). Die App Mobility Stuttgart vom Mobimeo wird dagegen schon seit Oktober 2020 angeboten und gehört nicht zu dieser ersten Veröffentlichung.
An der Plattform wollten sich einige große Verkehrsverbünden nicht beteiligen, darunter VRR, der VRS, NAH.SH, der HVV und der VBB. Im Dezember 2023 wurde bekannt, dass die Gesellschafterversammlung die Einstellung von Mobility Inside beschossen hat. Ende März 2024 sollen alle veröffentlichten Apps eingestellt werden. Der Beschluss der Gesellschafter fiel laut einer Pressemitteilung des RMV, weil sich Bund und Länder im Rahmen einer Arbeitsgruppe für das Deutschlandticket entschieden hatten, „keine bundesweite Plattform zu wünschen und zu unterstützen“.

### Touch&Travel

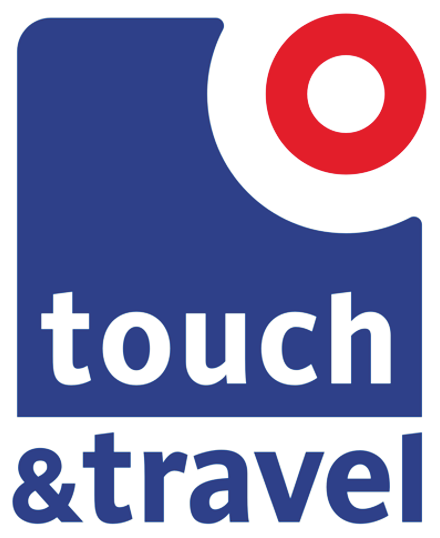
Logo von Touch and Travel

Touch&Travel war von 2007 bis 2016 ein verkehrsmittelübergreifendes Handyticket der Deutschen Bahn. Es wurde seit 2007 zunächst in mehreren Pilotphasen mit ausgewählten Testkunden auf Fernverkehrsstrecken zwischen Berlin, Frankfurt, Köln und Hannover sowie im Nah- und Regionalverkehr in Potsdam und Berlin auf Basis von Near Field Communication (NFC) pilotiert. Weil der NFC-Standard nur zögerlich Verbreitung fand und die damals noch neuen Smartphones andere technische Möglichkeiten wie GPS-Ortung boten, wurde Touch&Travel 2011 zunächst für iOS und wenig später für Android veröffentlicht und die Nutzung des Systems für alle interessierten Kunden freigegeben. Die NFC-Technik rückte dabei mehr und mehr in den Hintergrund, so war auch kein NFC-fähiges Smartphone mehr verpflichtend.
Im Dezember 2013 hatte Touch&Travel 50.000 Kunden. Deutschlandweit und auf ausgewählten Strecken ins europäische Ausland konnten alle ICE und IC/EC genutzt werden. Im Nahverkehr galt Touch&Travel in zahlreichen Verkehrsverbünden, z. B. im Verkehrsverbund Berlin-Brandenburg, Rhein-Main-Verkehrsverbund oder Verkehrsverbund Rhein-Neckar auch im Regionalzug und S-Bahn, Bus, Straßenbahn oder U-Bahn.
Touch&Travel war anders als andere Handytickets ein Check-in/Check-out-System. Das heißt, vor Beginn der Fahrt meldet sich der Kunde mit seinem Mobiltelefon an, am Ende der Fahrt meldet er sich wieder ab. An allen Haltestellen waren sogenannte Kontaktpunkte installiert. Dort konnte die An- und Abmeldung mittels Scannen eines Barcodes, manueller Eingabe der Kontaktpunktnummer oder durch NFC-Übertragung durchgeführt werden. Eine weitere Möglichkeit war die Positionsbestimmung durch GPS. Bei der Anmeldung wurde eine Fahrtberechtigung im Hintergrundsystem von Touch&Travel und auf dem Mobiltelefon (Aztec-Code) hinterlegt, welche durch Kontrolleure ausgelesen werden konnte. Der Fahrpreis wurde nach Beendigung der Fahrt direkt auf dem Mobiltelefon angezeigt. Das Besondere war, dass die Abrechnung wie beim Telefonieren erst nach der Fahrt erfolgte. Für die Routen- und Preisermittlung wurden während der Fahrt Standortdaten des Mobiltelefons verwendet. Datenschützer kritisierten dieses Verfahren. Die Vorteile eines Check-in/Check-out-Systems liegen für den Kunden darin, dass er sich um Tarife keine Gedanken machen muss, da das System automatisch den günstigsten (Einzelkarten- und Kurzstrecken)Tarif auswählt. Wurden mehrere Fahrten an einem Tag gemacht, wurden diese automatisch rückwirkend zu einer Tageskarte zusammengefasst.
Kritiker bemängelten, dass keine Mitnahme weiterer Personen möglich war und das eingeschränkte Fahrscheinsortiment (z. B. keine Fahrradkarten).
Touch&Travel wurde zum 30. November 2016 eingestellt. Die Technik wird in andere Apps (u. a. ticket2go) integriert.

### ticket2go
Seit April 2017 gab es in Baden-Württemberg mit ticket2go einen vollumfänglichen Ersatz für Touch&Travel im Nahverkehr. Das System sollte auf weitere Verkehrsverbünde ausgeweitet werden.
Der Vertrieb über die App ticket2go wurde am 14. Dezember 2019 eingestellt.

### VRR nextTicket
Seit März 2018 gibt es im Verkehrsverbund Rhein-Ruhr mit nextTicket einen vollumfänglichen Ersatz für Touch&Travel im Nahverkehr.

### Handyticket bei der Deutschen Bahn

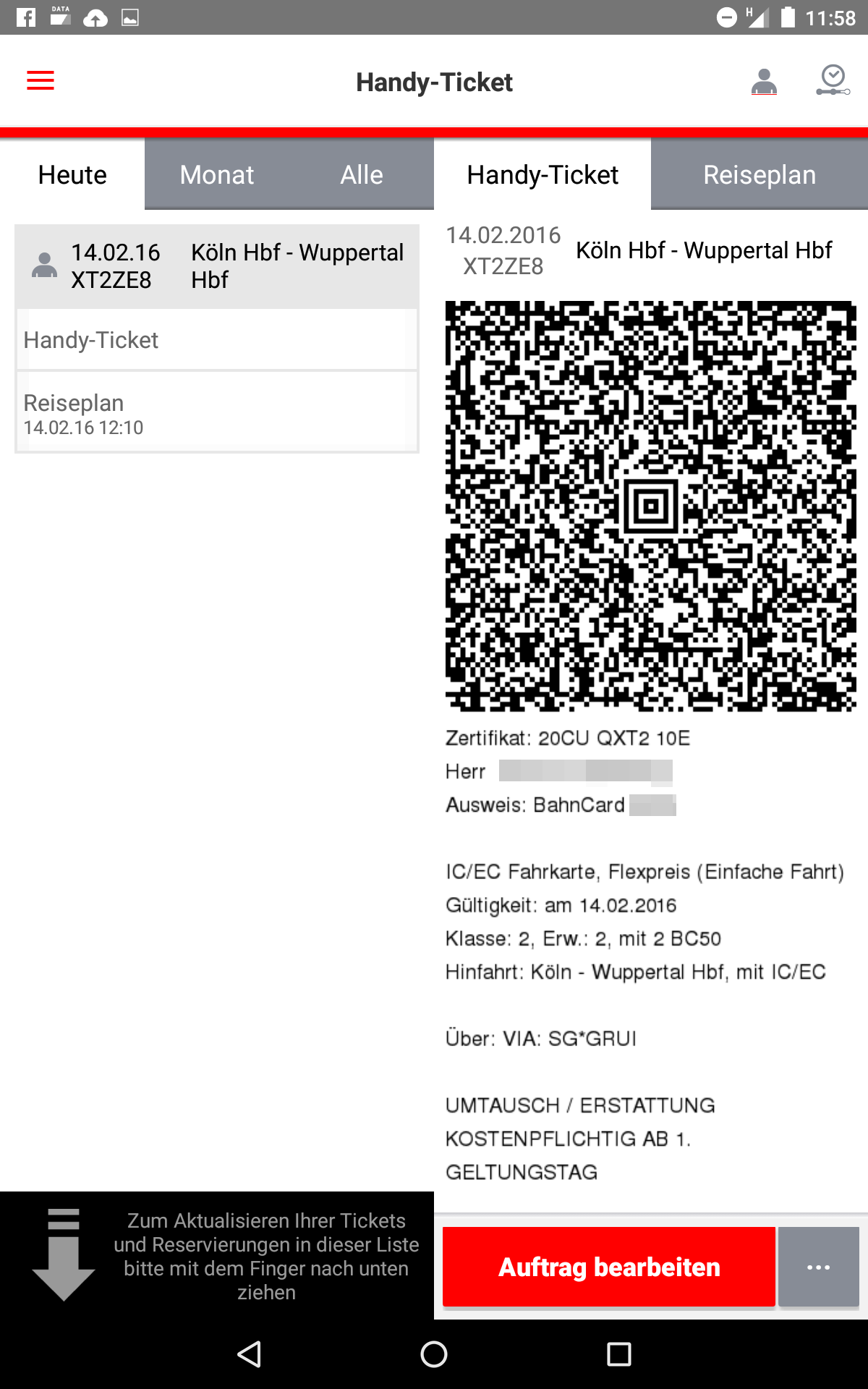
Handyticket Deutsche Bahn 2016

Zum 1. September 2006 führte die Deutsche Bahn (DB) ein Handyticket für Bahnreisen über 50 km ein (Fernverkehr). Es war zunächst nur für vorher festgelegte Verbindungen verfügbar, die Bezahlung musste per Kreditkarte oder Lastschrift erfolgen. Neben der BahnCard wurden zunächst keine Ermäßigungen akzeptiert. Geschäftskunden im bahn.corporate-Programm konnten Handytickets auch für geringere Distanzen erwerben. Fahrkarten können, nach einmaliger Anmeldung, über mobile.bahn.de gebucht werden. BahnCard- und Firmenkunden-Rabatte wurden dabei berücksichtigt. Zum 31. Oktober 2012 entfiel auch für Privatkunden die Begrenzung auf 50 km: Es ist für jede Verbindung ein Handyticket bestellbar, wenn der DB-Tarif anwendbar ist. Seit Januar 2012 ist auch für Handytickets der DB eine App verfügbar. Die Fahrkarte mit 2D-Aztec-Code wird per MMS übermittelt oder kann direkt über die App DB Navigator gekauft und heruntergeladen werden. Seit Anfang 2014 enthalten Handytickets bei Kauf einer Fahrkarte mit BahnCard-Rabatt automatisch auch das City-Ticket. Seit September 2015 ist die BahnCard selbst ebenfalls als Handyticket verfügbar.
In den ersten fünf Monaten des Jahres 2015 wurden 2,3 Millionen Handytickets verkauft, rund 70 Prozent mehr als im Vorjahreszeitraum. Im Jahr 2014 dominierte der Online-Fahrkartenverkauf mit einem Anteil von 30 Prozent alle übrigen Vertriebskanäle. Laut Angaben der DB von Ende 2014 wurden monatlich mehr als 2,8 Millionen Onlinetickets (einschließlich Handytickets) verkauft. Dies sei mehr als jede zweite Fernverkehrsfahrkarte. Die durchschnittliche Reiseweite habe dabei bei 340 Kilometern gelegen. Handytickets würden durchschnittlich drei Tage vor Fahrtantritt gekauft. Zwei von drei Handytickets würden am Reisetag gebucht. Nach eigenen Angaben verkaufte die DB zwischen Januar und Mai 2015 insgesamt 2,3 Millionen Handytickets. Im Jahr 2016 wurden 10 Millionen Handytickets verkauft (60 Prozent mehr als im Vorjahr), 2017 knapp 15 Millionen Handytickets (47 Prozent mehr als im Vorjahr). Jedes zwanzigste Ticket der DB wird als Handyticket verkauft. 2018 wurden 28 Millionen Handytickets verkauft. 2019 wurden rund 45 Millionen Handytickets verkauft. In den ersten zehn Jahren wurden insgesamt 105 Millionen Handytickets verkauft.
Ein Handyticket kann über die Buchungsrückschau auf den Seiten der DB auch als Onlineticket ausgedruckt und damit beispielsweise steuerlich oder in der Reisekostenabrechnung geltend gemacht werden. Zur Kontrolle der Gültigkeit der Fahrberechtigung ist eine Identifizierung nötig. Dies ist üblicherweise ein Personalausweis, eine Kundenkarte der Bahn oder eine Bank-/Kreditkarte.

## Testergebnisse
In einem Test von 16 Handyticket-Apps stellte die Stiftung Warentest im September 2014 fest, dass der Ticketkauf in der Regel funktioniert, kritisierte aber gleichzeitig das eingeschränkte Angebot (häufig keine Mehrfachkarten und Abos), fehlende Bestpreis-Berechnungen und unübersichtliche Abrechnungen.

## Mobile Ticketing außerhalb Deutschlands in Europa
In Stockholm und Helsinki läuft ein Ticketsystem, das seit 2001 bereits 30 Millionen Tickets verkauft hat. Dazu ist zu betrachten, dass dazu der Barverkauf im Fahrzeug und die Aufstellung der Ticketautomaten zurückgefahren worden ist. Das wird in Deutschland derzeit aus Kundendienstgründen nicht erwogen. Die Verrechnung läuft über die Mobilfunkrechnung, deshalb ist eine Registrierung nicht nötig.
In Österreich wird ein System eingesetzt, das weit über die deutsche Nutzung hinausgeht. Der Ansatz ist, das Mobilgerät als allgemeines Zahlungsmittel für Güter und Dienstleistungen aller Art einzusetzen, einschließlich ÖPNV-Tickets. Die Abrechnung erfolgt über die Mobilfunkrechnung.
Die private WESTbahn hingegen verwendet QR-Codes, mit denen im Web oder spontan am Zug gekaufte anonyme Tickets am Smartphone jederzeit validiert werden können. Eine Offline-Prüfung ist trotz flexiblen Fahrtdatums möglich.
Estland setzt seit 2002 ebenfalls mobiles Ticketing ein. Dabei wurden zwei verschiedene Pilotsysteme in Tallinn und Tartu eingeführt. Während in Tallinn Tickets durch SMS angefordert werden können, gibt es in Tartu die Möglichkeit, sprachgesteuert durch einen Anruf ein Wochen- oder Monatsticket zu bestellen.
In der Schweiz sind Tickets unter anderem über die App der Schweizerischen Bundesbahnen lösbar, wobei analog dem Automaten- und Internetkauf die Fahrkarte vor Fahrtantritt gelöst werden muss. Weiterhin existiert seit 2018 die Möglichkeit über die Apps Lezzgo und Fairtiq schweizweit Billette mittels Check-in-Check-out-Prinzip zu lösen, wobei automatisch der günstigste Tarif für die gefahrene Strecke berechnet wird. Ebenfalls 2018 wurde der Swisspass als App lanciert.